# M/S Stavangerfjord
M/S Stavangerfjord er en dansk cruisefærge bygget i 2013 i Gdansk i Polen. Skibet havde sin jomfrurejse søndag den 14. juli 2013, hvor det sejlede afsted fra hjemhavnen i Hirtshals. Skibet ejes af rederiet Fjord Line, der har indsat det på ruterne mellem Hirtshals og Bergen via Stavanger og mellem Hirtshals og Langesund.
Skibet er 170 meter langt, 27,5 meter bredt og har en kapacitet på 1500 passagerer og 600 biler. Den er verdens første færge som har single LNG-motor,. Med LNG-driften bliver udslippet af svovl elimineret, udslip af nitrogenoxider bliver reduceret med 92 procent og partikeludslippene bliver reduceret med 92 procent sammenlignet med skibsmotorer som drives af tungolie.

## Faciliteter
FjordLine hævder selv at skibet har fokus på komfort og kan derfor tilbyde i alt 370 kahytter fordelt på 20 forskellige kategorier. Skibet fokuserer også på underholdning, der findes sportsbar, spillehal, og der arrangeres ofte bingo og anden underholdning. 
MS «Stavangerfjord» sejler følgende ruter:
| Sted      | Ankomst | Afrejse |
| --------- | ------- | ------- |
| Bergen    | 12.30   | 13.30   |
| Stavanger | 19.00   | 20.00   |
| Hirtshals | 08.00   | 09.00   |
| Langesund | 13.30   | 14.30   |
| Hirtshals | 19.00   | 20.00   |
| Stavanger | 05.30   | 06.30   |
| Bergen    | 12.30   | 13.30   |

I stedet for at blive liggende i Hirtshals i 11 timer, sejler skibet til Langesund og retur 10 timer.
| Rute                | Tidsforbrug            |
| ------------------- | ---------------------- |
| Bergen-Stavanger    | 5 timer og 30 minutter |
| Stavanger-Hirtshals | 11 timer 30 minutter   |
| Bergen-Hirtshals    | 18 timer               |
| Hirtshals-Langesund | 4 timer 30 minutter    |

- Viking Grace